# Nord Aviation
La Nord Aviation era una azienda aeronautica di proprietà dello Stato francese. È stata costituita il 1º ottobre 1954 al momento dell'acquisizione da parte della Société nationale de constructions aéronautiques du Nord (SNCAN) della Société française d'étude et de construction de matériels aéronautiques spéciaux (SFECMAS).
Sede della Nord Aviation era all'aeroporto di Bourges, capoluogo del dipartimento dello Cher nella regione del Centro ed aveva la sede operativa a Chatillon-sous-Bagneux a sud di Parigi.
Negli anni '60 Nord Aviation collaborò con aziende tedesche nel campo della difesa. Il 25 febbraio 1963 volò per la prima volta il Transall C-160 e dal 1964 strinse accordi con la Bölkow per la produzione di missili anticarro.
Nel 1970 Nord Aviation e Sud Aviation vennero fuse per creare la Société nationale industrielle aérospatiale (SNIAS), più tardi rinominata Aérospatiale.

## Produzione

### Aerei
Il nome Nord è utilizzato in generale per indicare i velivoli leggeri Pingouin.
| Modello               | Anno | Tipo                                    | Immagine | Note                                                                                            |
| Nord 1000 Pingouin    | 1944 | Aereo da trasporto civile               |          | Costruito su sviluppo del Messerschmitt Bf 108                                                  |
| Nord 1100 Noralpha    | 1944 | Aereo da collegamento                   |          |                                                                                                 |
| Nord 1200 Norécrin    | 1945 | Aereo da turismo                        |          |                                                                                                 |
| Nord 1221 Norélan     | 1948 | Aereo da addestramento leggero          |          |                                                                                                 |
| Nord 1400 Noroit      | 1948 | Idrovolante                             |          |                                                                                                 |
| Nord 1402A Gerfaut IA | 1954 | Aereo sperimentale                      |          | Con ali a delta, primo aereo europeo ad infrangere la barriera del suono in un volo orizzontale |
| Nord 1500 Noréclair   | 1947 | Aerosilurante                           |          |                                                                                                 |
| Nord 1500 Griffon I   | 1955 | Aereo sperimentale                      |          | Primo aereo supersonico al mondo equipaggiato con un ramjet                                     |
| Nord 1601             | 1950 | Aereo sperimentale                      |          |                                                                                                 |
| Nord 2100 Norazur     | 1947 | Aereo da trasporto militare             |          |                                                                                                 |
| Nord 2200             | 1949 | Aereo da caccia                         |          |                                                                                                 |
| Nord 2500 Noratlas    | 1949 | Aereo da trasporto militare             |          |                                                                                                 |
| Nord 2800             | 1950 | Aereo da addestramento                  |          |                                                                                                 |
| Nord 3200             | 1954 | Aereo da addestramento                  |          |                                                                                                 |
| Nord 3400 Norbarbe    | 1958 | Aereo da ricognizione                   |          |                                                                                                 |
| Nord 262              | 1962 | Aereo di linea civile                   |          |                                                                                                 |
| Nord 500              | 1960 | Aereo sperimentale VTOL                 |          |                                                                                                 |
| Nord CT20             | 1957 | Drone radiocomandato                    |          |                                                                                                 |
| Nord NC856            | 1951 | Aereo da ricognizione e da collegamento |          |                                                                                                 |

### Alianti
| Modello   | Anno | Tipo                     | Immagine | Note                                            |
| Nord 1300 | 1945 | Aliante da addestramento |          | Costruito su sviluppo del Schneider Grunau Baby |
| Nord 2000 | 1948 | Aliante                  |          | Costruito su sviluppo del DFS Olympia Meise     |

### Elicotteri
| Modello           | Anno | Tipo                    | Immagine | Note |
| Nord 1700 Norélic | 1947 | Elicottero sperimentale |          |      |
| Nord 1710         | 1950 | Elicottero sperimentale |          |      |
| Nord 1750 Norelfe | 1954 | Elicottero sperimentale |          |      |

### Missili
Elenco parziale
| Modello    | Anno | Tipo              | Immagine | Note |
| Nord SS-10 |      | Missile anticarro |          |      |
| Nord SS-11 | 1953 | Missile anticarro |          |      |